# Lucky Starr e i pirati degli asteroidi
Lucky Starr e i pirati degli asteroidi (Lucky Starr and the Pirates of Asteroids) è un romanzo di fantascienza scritto da Isaac Asimov nel 1954, secondo volume del ciclo di Lucky Starr, una serie di space opera avventurosa per ragazzi.

## Ambientazione
Il romanzo è ambientato nella fascia degli asteroidi. Questi sono corpi celesti di varie dimensioni, alcuni, i più grandi -veri e propri pianetini -, raggiungono un diametro di qualche centinaio di chilometri (ad esempio Cerere presenta uno di 922 km). L'origine è ancora oggi molto dubbia e ci sono diverse teorie: la principale è quella secondo la quale questi corpi celesti si siano formati quando la materia che ha dato origine al sistema solare si sia condensata dando vita questa cintura di "pianetini". Forse l'azione gravitazionale di Giove su di essi e la sua vicinanza può aver impedito la formazione di un pianeta vero e proprio.
Le ancora oggi scarse conoscenze su questa parte del nostro sistema, nonostante i notevoli passi avanti compiuti dall'astronomia negli ultimi decenni, hanno fatto in modo che il romanzo non fosse reso obsoleto dalle più recenti ricerche e scoperte. Anzi Asimov, in una prefazione scritta a circa trent'anni dalla sua pubblicazione, afferma:
Oggi, quindi, Lucky può combattere i pirati e impegnarsi nei suoi mortali duelli esattamente come trent'anni fa. Se dovessi riscrivere il romanzo adesso, potrei farlo senza cambiare una virgola.»

## Trama
David "Lucky" Starr (il soprannome Lucky è qui usato per la prima volta) in questo romanzo affronta direttamente il suo passato: difatti, è confrontato con i pirati degli asteroidi, che venticinque anni prima avevano distrutto la sua famiglia.
La storia si apre mostrando la misteriosa partenza di un'astronave senza equipaggio, l'Atlas, su cui sale un clandestino. Tutto si chiarisce poco dopo: il clandestino è Lucky, e la nave senza equipaggio è una nave trappola, un'esca pronta ad esplodere appena venga portata in qualche hangar pirata.
Dopo qualche giorno di viaggio, l'astronave viene abbordata dai pirati, che tuttavia sembrano conoscere perfettamente scopo reale e pericoli della nave. Lucky cerca di presentarsi come un ribelle che vuole unirsi ai pirati, ma non ottiene nessun credito, e deve battersi contro Dingo, un pirata violento e forte, in un vero e proprio duello spaziale, di cui riesce a venire a capo solo con l'astuzia.
Viene quindi lasciato su un asteroide abitato da Hansen, un "eremita" come vengono chiamati coloro che vivono da soli su questi planetoidi. Costretto a un vicinato forzato coi pirati, Hansen ospita ogni tanto uomini lasciati da loro nel proprio alloggio, decisamente confortevole e lussuoso. Dopo poco tempo, discorrendo, l'eremita propone a Lucky di fuggire entrambi: ha riconosciuto Lucky come parente stretto di Lawrence Starr (che in effetti era suo padre), somiglianza evidente "quando si arrabbia", e chiede in cambio del suo aiuto nella fuga protezione contro le possibili ritorsioni dei pirati.
Hansen porta il suo piccolo vascello a Cerere, il più grosso tra gli asteroidi e sede di una base astronomica, dove incontra Conway ed Henree, che, sollevati ma furiosi, gli chiedono spiegazioni sul suo comportamento. La nave esca è stata infatti un'idea di Lucky: perché fare quell'uscita clandestina?
Il piano del protagonista è presto spiegato: entrare dentro l'organizzazione piratesca per capire cosa sta succedendo. Anche se non è riuscito nell'intento, ha ricavato qualche notizia, che non è particolarmente buona: la nave pirata che ha abbordato l'Atlas è di modello Siriano, e sembra che l'organizzazione pirata abbia una dimensione considerevole, tanto da essere autosufficiente per gli approvvigionamenti e da avere molti uomini poco o nulla impegnati nelle azioni di attacco.
Ora che lui non può più ritentare l'entrata tra i pirati, questo ruolo dovrebbe essere affidato a Bigman, che dovrebbe creare qualche guaio su Cerere e fuggire, rubando "casualmente" il vascello dell'eremita, dove dovrebbe trovare le coordinate del suo asteroide, e quindi recarvisi. Lucky non sa che Bigman ha già provveduto a creare il guaio (una scazzottata) ed è partito, salvo fermarsi a non grande distanza da Cerere per un problema non indifferente: sul mezzo non ci sono le indicazioni delle coordinate dell'asteroide, e, cosa ancor più strana, neppure Hansen, interrogato al proposito, riesce a ricordarsele. Lucky ha fatto dei calcoli all'andata, per venire a Cerere, e cerca di utilizzarli per risalire alla posizione di partenza sull'asteroide. Il risultato aumenta ulteriormente il mistero: la posizione calcolata è nella zona proibita, regione dello spazio vuota di asteroidi a causa della posizione rispetto all'influenza gravitazionale di Giove.
Fulminato da un'intuizione (che però non comunica agli altri consiglieri) sulla spiegazione della cosa, Lucky si precipita, dopo aver raccolto Bigman, alla caccia dell'asteroide. Individuatone uno che sembra corrispondere, Lucky esce con la tuta dalla sua astronave personale, la Shooting Starr, mentre Bigman resta a bordo ad attenderlo. Ma ci sono i pirati ad aspettarlo al varco: catturato, Lucky fa in tempo a vedere l'interno di una ciclopica installazione nel cuore del satellite, prima di scontrarsi ancora con Dingo, e in seguito venire catapultato nello spazio senza possibilità di manovra.
Lucky attua una manovra disperata, utilizzando l'ossigeno del respiratore come propulsione per tornare sull'asteroide, dove intanto Bigman comincia ad avere i primi scontri con le navi pirata. Con l'ossigeno quasi esaurito, e rischiando di essere attaccato da Bigman che lo prende per un pirata, Lucky raggiunge la nave, che riporta verso Cerere, non prima di aver sparato contro il satellite un colpo con un raggio di calore, atto che non spiega a Bigman. Quando si avvicina a Cerere, e tenta di stabilire un contatto, riceve subito un messaggio di allarme generale: Cerere è sotto attacco.
L'attacco si rivela in realtà un diversivo: mentre la maggior parte delle navi si scagliano contro uno schermo superiore alle loro possibilità, tre di esse atterrano in un'altra zona per permettere un attacco a piedi contro le zone residenziali. Hansen, viene riferito, ha voluto partecipare alla difesa, ed è stato catturato. Un'altra notizia importante gli viene riferita: su Ganimede, il satellite di Giove, che in quel momento si trova dall'altra parte del sole, lo stesso lato dove è la Terra, si stanno ammassando navi della flotta Siriana. Lo scenario si chiarisce, a questo punto: Sirio e i pirati si sono accordati, e il supporto pirata negli inesplorabili asteroidi dovrebbe essere un aiuto decisivo nella guerra che si prospetta inevitabile.
Lucky, che ha notato come nei filmati girati dai difensori si veda una nave in meno di quelle contate dai testimoni oculari, e che non riconosce nei filmati stessi la nave che aveva abbordato l'Atlas, capisce che quest'ultima ha tenuto una rotta diversa dalle altre: molto probabilmente, sta correndo ad incontrare i Siriani per dare il via alla guerra. Per intercettarla, nonostante il vantaggio accumulato, c'è un solo mezzo: andare dritti a Ganimede, passando il più vicino possibile al Sole. Per resistere, oltre ai sofisticati dispositivi della sua nave, Lucky indossa nuovamente lo schermo di energia marziano.
Raggiunta la nave pirata dall'altra parte del sistema solare, l'attacca, ma non può competere con una nave dotata di equipaggio, mentre lui deve badare sia alla manovra che allo sparo. Pertanto, la nave avversaria rompe gli indugi e si dirige direttamente verso Ganimede. Lucky può raggiungerla, ma per fermarla dovrà speronarla, morendo egli stesso. Cerca di convincere il capitano avversario ad arrendersi, ma non ci sono speranze, quando, sorprendentemente, dietro le spalle del capitano pirata appare Hansen armato, che gli spara. La nave pirata si ferma, mentre le navi della flotta terrestre, già da prima all'inseguimento, si avvicinano.
Non è ancora finita: la flotta ora vuole attaccare le forze siriane su Ganimede, mentre Lucky vuole evitare direttamente la guerra. Per convincerne l'ammiraglio, chiede la Presenza di Hansen ed un'ora di tempo.
Di fronte all'ammiraglio, Lucky sorprende Hansen contestandogli le varie incongruenze dei suoi racconti e del suo comportamento: non ultima, com'è possibile che dei pirati, che avrebbero dovuto sparargli a vista durante l'attacco per impedirgli di divulgare informazioni, dopo averlo "catturato" lo lascino libero di girare armato? In realtà Hansen è il capo dell'organizzazione, e si è fatto portare su Cerere solo per sincerarsi della impreparazione terrestre; e il suo satellite si trovava nella zona proibita perché è dotato di motori iperatomici come un'astronave. Lucky ha inoltre reso individuabile il satellite su cui è stato catturato: con quel misterioso raggio calorico ha fuso una discarica di scatolette vuote di cui l'"eremita" aveva parlato, ed ora la superficie lucida del metallo aumenta la luminosità del satellite rispetto al dovuto. Alla fine Hansen crolla e, nel tentativo di guadagnare un'attenuante per salvarsi la vita, fa quello che Lucky chiede: chiamare i Siriani per negar loro l'appoggio pirata. Questo rende troppo difficile e pericoloso il loro attacco, e la guerra viene evitata.
Nel finale, mentre al ritorno sulla Terra i suoi amici discutono con lui gli avvenimenti, Lucky spiega anche come si è convinto subito che l'eremita fosse un bugiardo: il fatto che l'avesse riconosciuto come figlio di Lawrence Starr da arrabbiato, e non avesse invece riconosciuto Conway ed Henree che erano sempre con lui, significa che l'aveva visto da solo in un momento di rabbia: evidentemente, mentre lottava sulla nave attaccata dai pirati, in cui sarebbe morto. Hansen poi, visto il lusso di cui si circondava sull'asteroide, non era probabilmente un semplice gregario, ma più facilmente il capitano. In pratica, era l'assassino dei suoi genitori: sventando i suoi piani, Lucky chiude un capitolo doloroso della sua storia, e "vendica" metaforicamente la loro morte.

## Edizioni
- Isaac Asimov, Lucky Starr and the Pirates of Asteroids, Doubleday, 1953.
- Isaac Asimov, Lucky Starr e i pirati degli asteroidi, traduzione di P. Krachmanicoff, Giunti, 1978.
- Isaac Asimov, Lucky Starr e i pirati degli asteroidi, traduzione di Giuseppe Lippi, collana Oscar Fantascienza n° 68, Arnoldo Mondadori Editore, 1988, ISBN 88-04-30803-6.